# John States Seybold
John States Seybold  (* 2. Juli 1897 in Topeka, Kansas; † 28. Februar 1984) war ein US-amerikanischer Offizier. Zwischen 1952 und 1956 war er Gouverneur der Panamakanalzone.

## Werdegang
Zwischen 1916 und 1920 absolvierte John Seybold die United States Military Academy in West Point. Danach begann er eine lange Offizierslaufbahn in der United States Army. Bei seinem Ausscheiden aus dem Militärdienst hatte er den Rang eines Generalmajors erreicht. Seybold war zunächst für kurze Zeit bei der Küstenartillerie, wechselte aber noch im Jahr 1920 zum Army Corps of Engineers. Im Jahr 1922 studierte er als Offizier auch zivile Bautechnik am Rensselaer Polytechnic Institute. Zwischen 1922 und 1925 war er erstmals in der Panamakanalzone stationiert. Von 1928 bis 1933 lehrte er am Agricultural and Mechanical College of Texas Militärwissenschaft und Taktik. Dann wurde er Kommandeur des Engineers-Bezirks von Vicksburg in Mississippi, das für die Kontrolle des Unterlaufs des Mississippi River zuständig war.
Während des Zweiten Weltkrieges war Seybold zunächst Leiter der Beschaffungsstelle des Corps of Engineers und dann ab 1943 Beschaffungsoffizier in Nordafrika sowie später in Europa. Dabei war er für den Nachschub des Corps verantwortlich. Nach dem Krieg übernahm er einige Kommandostellen in verschiedenen amerikanischen Bundesstaaten. 1952 wurde Seybold als Nachfolger von Francis K. Newcomer zum neuen Gouverneur der Panamakanalzone ernannt. Dieses Amt bekleidete er bis 1956; danach zog er sich in den Ruhestand zurück. Er starb am 28. Februar 1984.